# Anju Jain
Anju Jain (* 11. August 1978 in Delhi, Indien) ist eine ehemalige indische Cricketspielerin die zwischen 1995 und 2005 für die indische Nationalmannschaft als Wicket-Keeperin spielte.

## Aktive Karriere
Ihr Debüt in der Nationalmannschaft absolvierte sie beim Women’s Cricket World Cup 1993. Dabei konnte sie im ersten Spiel gegen die West Indies mit 84* Runs das Spiel für Indien entscheiden. In den anderen beiden Spielen des Turniers, in denen sie spielte, konnte sie nicht an diese Leistung anknüpfen. Ihr WTest-Debüt hatte sie gegen Neuseeland im Februar 1995. Ihr einziges Century ihrer Karriere konnte sie in ihrem zweiten WTest erzielen, als sie auf der Tour gegen England im November 1995 im ersten WTest 110 Runs aus 278 Bällen erzielte und so als Spielerin des Spiels ausgezeichnet wurde. Auf derselben Tour konnte sie im zweiten WODI ein Half-Century über 65 Runs erreichen. Der nächste Einsatz erfolgte beim Women’s Cricket World Cup 1997 zwei Jahre später. Hier konnte sie vor allem gegen Neuseeland herausragen, als sie mit einem Fifty über 61 Runs das Unentschieden sicherte und als Spielerin des Spiels gewählt wurde.
Im Sommer 1999 spielte sie auf einer Tour in England, bei der sie im zweiten WODI ein Fifty über 54 Runs und im dritten 45 Runs erzielte. Im anschließenden WTest hatte sie mit 59 Runs im zweiten Innings nicht nur großen Anteil daran, dass Remis zu sichern, sondern konnte über das Spiel hinweg auch 4 Catches und 3 Stumpings sichern. Beim Women’s Cricket World Cup 2000 wurde sie als Kapitänin berufen und ihre beste Leistung waren 36 Runs gegen Australien. Im März 2002 auf der Tour in Südafrika erzielte sie im WTest ein Fifty über 52 Runs. Dies konnte sie mit 55 Runs auf der Tour gegen Neuseeland im November 2003 wiederholen, was auch gleichzeitig der letzte WTest ihrer Karriere war. Auf derselben Tour konnte sie in der WODI-Serie zwei weitere Half-Centuries erzielen (58 und 51 Runs).
Im Februar 2004 bei der Tour gegen die West Indies gelangen ihr mit 67 un 55 Runs zwei weitere Half-Centuries. Dies gelang ihr auch bei der folgenden Tour in Sri Lanka, als sie 90 und 64 Runs erzielte, und bei letzterem als Spielerin des Spiels ausgezeichnet wurde. Im Dezember des Jahres bei der Tour in Australien erreichte sie mit 51 Runs ein weiteres Fifty. Ihren letzten Einsatz hatte sie beim Women’s Cricket World Cup 2005, als sie unter anderem gegen die West Indies ein Fifty über 68* Runs erzielte.

## Nach der aktiven Karriere
Nachdem sie sich vom internationalen Cricket zurückgezogen hatte, wurde sie zunächst Selektorin für das indische Team und widmete sich anschließend dem Coaching. Zwischen 2011 und 2013 war sie unter anderem Coach der indischen Nationalmannschaft. Im Jahr 2018 wurde sie Coach der Frauen-Nationalmannschaft von Bangladesch. Mit ihnen konnte sie das Finale des Women’s Twenty20 Asia Cup 2018 gegen Indien gewinnen. Nach einem enttäuschenden ICC Women’s T20 World Cup 2020 wurde ihr Vertrag beendet. Daraufhin sollte sie Coach für Baroda werden, konnte sich aber letztendlich mit dem Verband nicht einigen. Im April 2021 wurde bekannt, dass sie als Head Coach für den Clontarf Cricket Club in Dublin arbeiten wird.

## Auszeichnungen
Sie wurde mit dem Arjuna Award 2005 ausgezeichnet.